# スイス放送協会
スイス放送協会（スイスほうそうきょうかい）は1931年、ベルンで設立されたスイスの公共放送局である。
非営利団体で、70%が受信料、残り30%はスポンサー・広告収入により運営されており、欧州放送連合（EBU）の創立メンバーのひとつでもある。

## 名称
スイス連邦には4つの公用語があるため、公式名称も以下の4言語で表記され、略称は各言語の頭文字からSRG SSRを使用している。
- ドイツ語：Schweizerische Radio- und Fernsehgesellschaft
- フランス語：Société suisse de radiodiffusion et télévision
- イタリア語：Società svizzera di radiotelevisione
- ロマンシュ語：Societad Svizra da Radio e Televisiun

国際的には、英語で、Swiss Broadcasting Corporation、略称SBCを呼称している。

## 地域・言語別放送
スイスは地方ごとに各言語の話者の分布が異なるため、下部組織がそれぞれの言語での放送を実施している。

### ドイツ語放送
SRF - Schweizer Radio und Fernsehen　
本局：チューリッヒ
- ラジオ（旧.SR DRS-シュヴァイツァー・ラジオ）
  - SRF第1：総合
  - SRF第2：教養番組、クラシック音楽
  - SRF第3：若者向番組
  - SRF第4：ニュース専門
  - SRFフィルス：オルタナティヴ・ミュージック
  - SRFムジークヴェレ：ドイツ語圏のポップス、歌謡曲
- テレビ（旧.SF-シュヴァイツァー・テレビジョン）
  - SRF第1
  - SRF第二　
  - SRFインフォ

### フランス語放送
RTS - Radio Télévision Suisse
本局：ジュネーヴ ※2019年ローザンヌに移転予定
- ラジオ（旧.RSR-ラジオ・スイス・ロマンド ）
  - 第一放送：総合
  - イースペース2：教養、クラシック音楽
  - カラー3：若者向番組
  - オプション・ムジーク：音楽、バラエティ番組
  - ワールド・ラジオ：英語放送
- テレビ（旧.tsr-テレヴィジオン・スイス・ロマンド）
  - RTS第一
  - RTS第二
  - RTS第三

### イタリア語放送
RSI - Radiotelevisione svizzera (旧RTSI)
本局：ルガーノ
- ラジオ
  - 第一：総合
  - 第二：教養　
  - 第三：若者向番組
- テレビ
  - チャンネル1
  - チャンネル2

### ロマンシュ語
RTR - Radiotelevisiun Svizra Rumantscha (旧rtR)
本局：クール
- ラジオ・ロマンシュ語
- テレビ・ロマンシュ語（TvR）

### その他
- スイスインフォ
- ワールド・ラジオ・スイス
- HDスイス